# Egg (banda)
Egg foi uma banda britânica de rock progressivo formada em julho de 1968 pelo tecladista Dave Stewart, pelo baixista Mont Campbell e pelo vocalista e baterista Clive Brooks. A banda surgiu a partir de um quarteto do City of London Boys School chamado Uriel (que ainda lançou um álbum com usando o nome Arzachel) com o guitarrista Steve Hillage.
São frequentemente categorizados como parte da cena de Canterbury, um movimento do rock progressivo e do rock psicodélico, mas Stewart negou qualquer conexão com a geografia. Sua música é descrita como rock progressivo com elementos psicodélicos. Empregaram compassos de tempo incomuns, como refletido em canções como Seven Is A Jolly Good Time.
Stewart posteriormente formou o National Health, um projeto envolvendo inicialmente também Campbell. Em 1981 lançaram alguns hits. Reuniu-se com Colin Blunstone para gravar o cover What Becomes Of The Broken Hearted, lançada originalmente por Jimmy Ruffin.

## Integrantes
- Dave Stewart - teclado
- Mont Campbell - baixo
- Clive Brooks - vocal e bateria

## Discografia

### Álbuns de estúdio
- Egg (1970)
- The Polite Force (1971)
- The Civil Surface (1974)

### Coletâneas
- Seven Is A Jolly Good Time (1985)